# St. Marienkirchen am Hausruck
St. Marienkirchen am Hausruck est une commune autrichienne du district de Ried en Haute-Autriche.